# SpaceNavigator (muis)

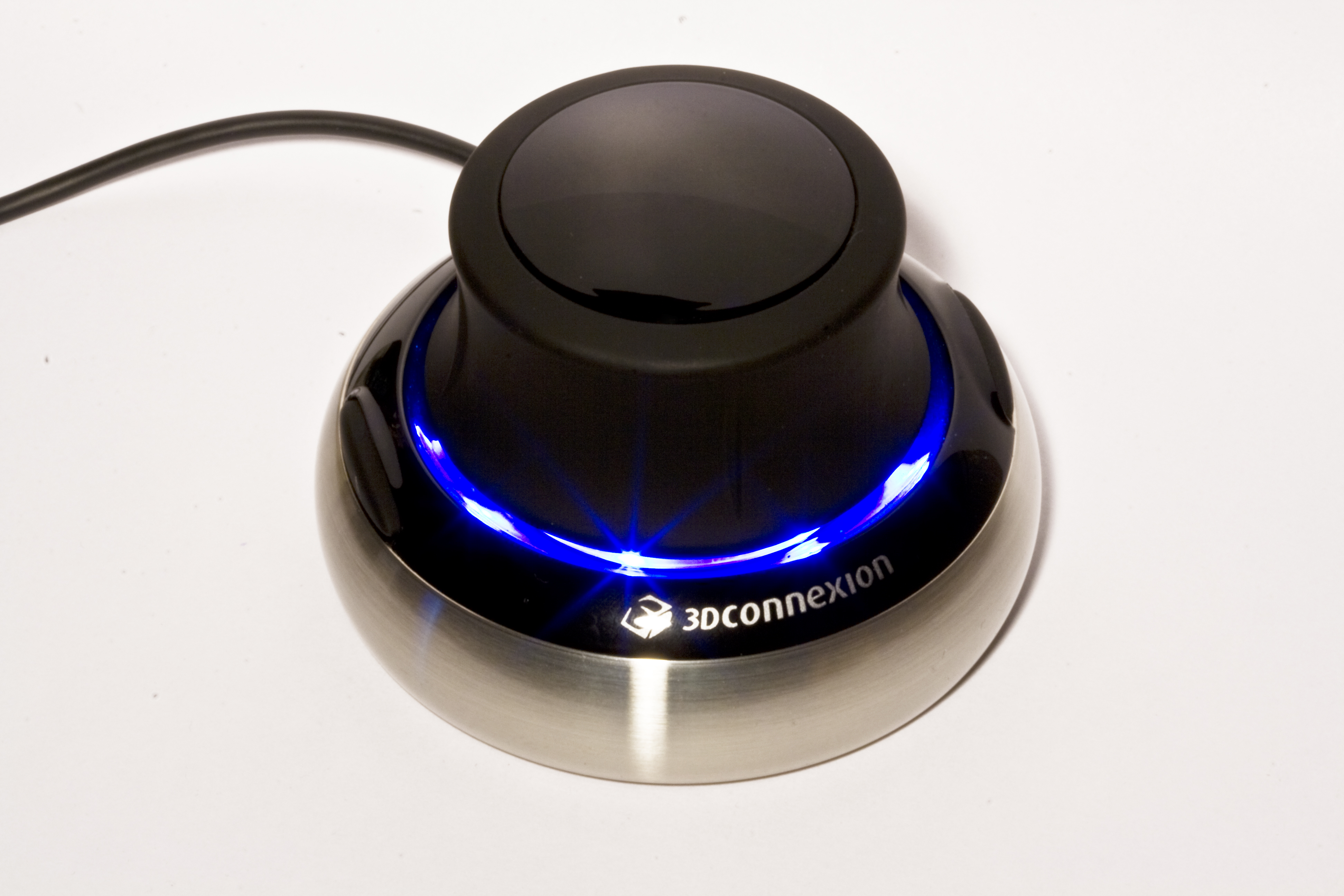
SpaceNavigator

De SpaceNavigator is een computermuis met zes vrijheidsgraden. De besturings-"knop" is een beweegbare kunststof cilinder op massief metalen voet, die als een (gedrongen) joystick werkt. De knop detecteert beweging in zes richtingen: verschuiving in de x-, y- en z-as en rotatie om de x-, y- en z-as. 
Met deze muis kan de gebruiker de door beeldscherm weergegeven 3D-modellen draaien, verschuiven en op onderdelen ervan inzoomen.

## Nadelen
De muis is (soms) niet comfortabel in gebruik en kan eigenlijk alleen bij 3D-/CAD-software gebruikt die door 3DConnexion ondersteund wordt.

## Geschiedenis
Het product heeft haar oorsprong in jaren 70, bij Deutsches Zentrum für Luft- und Raumfahrt, die het systeem ontwikkelde om robots te besturen met zes vrijheidsgraden. In 1986 kwam daaruit "Control ball" voort. In 1992 werd SpaceControl GmbH opgericht, die de technologie van het Duitse Centrum voor Lucht- en Ruimtevaart overnam, en op basis daarvan de Space Mouse ontwikkelde voor de Europese markt. In 1998 kocht Logitech 49% van SpaceControl en veranderde de naam van dit bedrijf in LogiCAD3D GmbH, om drie jaar later de resterende aandelen ook te kopen en de naam weer te veranderen, ditmaal naar 3Dconnexion. Logitech heeft in datzelfde jaar (2001) ook het Amerikaanse Labtec (1982) gekocht en de onderdelen daarvan bij 3Dconnexion gevoegd. Na een afsplitsing in 2003 naar een bedrijf waarbij de historische naam SpaceControl opnieuw gebruikt werd, verkocht Logitech 3Dconnexion in 2011 aan een private investeerder in Monaco. Het bedrijf had toen twee hoofdkantoren, in Boston respectievelijk München.
De genoemde bedrijven brachten in de loop van de tijd diverse modellen op de markt, waaronder de SpaceNavigator in 2006 door 3Dconnexion.